# В дурном обществе
«В дурно́м о́бществе» — рассказ Владимира Короленко, почти полностью написанный им в годы пребывания в якутской ссылке (1881—1884). Позже автор работал над ним в 1885 году в Санкт-Петербурге, в доме предварительного заключения, где ему пришлось провести несколько дней.
Впервые напечатан в журнале «Русская мысль» в № 10 за 1885 год.

## Сюжет
Пан судья опустошён после смерти жены. Он в подавленном состоянии и не уделяет внимания сыну Васе, живому, энергичному и любознательному мальчугану. Брату не даёт поиграть с сестрёнкой Соней бдительная нянька. Случайным образом Вася знакомится с детьми нищего, изгнанного из развалин старого замка, где позволено селиться лишь бывшим слугам и потомкам слуг владельца, графа. Нищий Тыбурций, человек, невзирая на своё бедственное положение, человек умный и образованный, его дети живут в подземелье среди серых камней. Дочь Маруся больна, она чахнет на глазах. Вася выпрашивает у сестрёнки Сони куклу, подаренную покойной мамой, чтобы бедная девочка могла поиграть хоть немного. Тем временем старый Януш, глава бывших графских слуг, доносит судье, что его сын якшается с нищими и украл куклу из дома. Отец сурово расспрашивает сына, но тот готов молчать до конца, однако вмешивается пришедший Тыбурций. Он пришёл вернуть куклу и с печалью сообщил Васе о смерти Маруси. Только в этот момент отец осознаёт то, как он отдалился от Васи, забывшись в своём горе, и понимает, что его сын горюет и ужасно одинок. Отец отпускает Васю попрощаться с Марусей. Впоследствии Тыбурций и его сын Валек исчезают из города, уходя странствовать по миру, но сердце пана судьи уже оттаяло. Он окружает любовью и заботой Васю и Соню. Повзрослев, брат и сестра, перед тем, как покинуть Ровно, клянутся над могилкой Маруси, быть добрыми к обездоленным.

## История создания и публикации
В одной из своих кратких автобиографий Короленко, касаясь рассказа «В дурном обществе», писал: «Многие черты взяты с натуры, и, между прочим, самое место действия описано совершенно точно с города, где мне пришлось оканчивать курс». Здесь имеется в виду город Ровно (названный в рассказе «Княжье-Вено»), где Короленко учился, начиная с третьего класса реальной гимназии. В образе судьи автор воспроизвёл некоторые черты своего отца.
Прообразом старого замка, где проживали городские нищие, послужил дворец князей Любомирских в Ровно. Деревянный замок, построенный Марией Несвицкой в XV веке, был значительно перестроен князьями Любомирскими, владевшими Ровно с 1723 года. Во времена детства Короленко замок уже был заброшен и служил пристанищем для бездомных и бродяг. В начале XX века замок был разобран, в настоящее время на этом месте располагается гидропарк и стадион.
Рассказ был включён писателем в его первую книгу «Очерки и рассказы», вышедшую в 1886 году, и затем многократно переиздавался.
В 1886 году в февральском номере детского журнала «Родник» был опубликован сокращённый вариант рассказа под названием «Дети подземелья». В этом виде он многократно переиздавался на протяжении XX века.
В целом, автор отрицательно относился к такого рода сокращениям. По этому поводу Короленко писал в 1916 году:

Есть у меня некоторое предубеждение против специальных изданий для юношества: ведь это нужно заручаться специальными одобрениями «для школьных библиотек». «В дурном обществе», например, так и идёт в десятках тысяч экземпляров дешёвых изданий в сокращённом и обкромсанном виде. А я совершенно не понимаю, почему юношество должно сначала знакомиться с писателем в этом обкромсанном виде, а уже потом получать его в полном. Павленков, по-моему, совершил настоящее преступление, обкорнав Диккенса. Множество юношей успели получить самое превратное понятие о Диккенсе, и впоследствии мне приходилось разуверять таких читателей, — что Диккенс вовсе не скучный и не сухой моралист.
— Письмо С. Я. Елпатьевскому от 12 мая 1916 года

## Замок Любомирских в Ровно

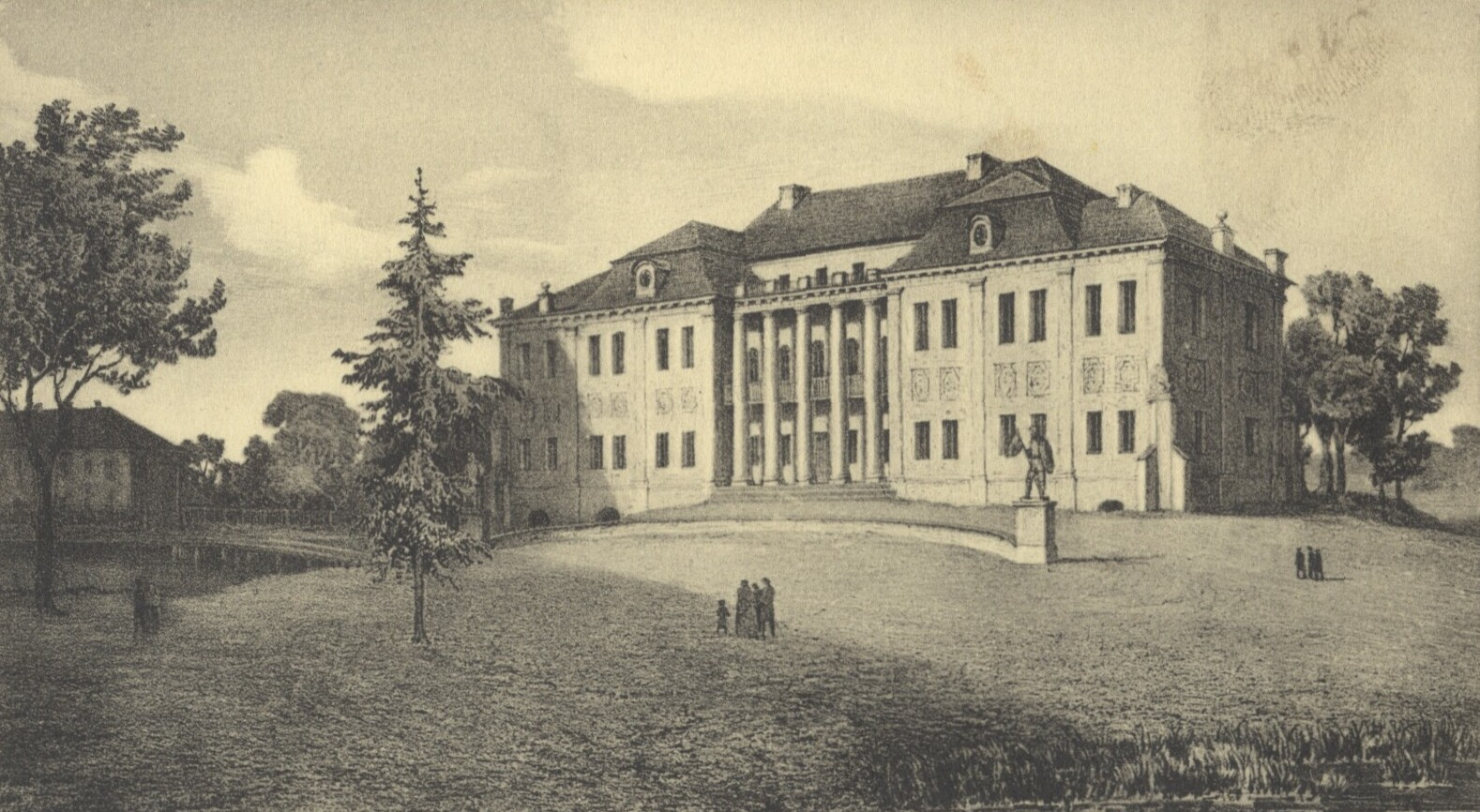
Гравюра Наполеона Орды (1807—1883)
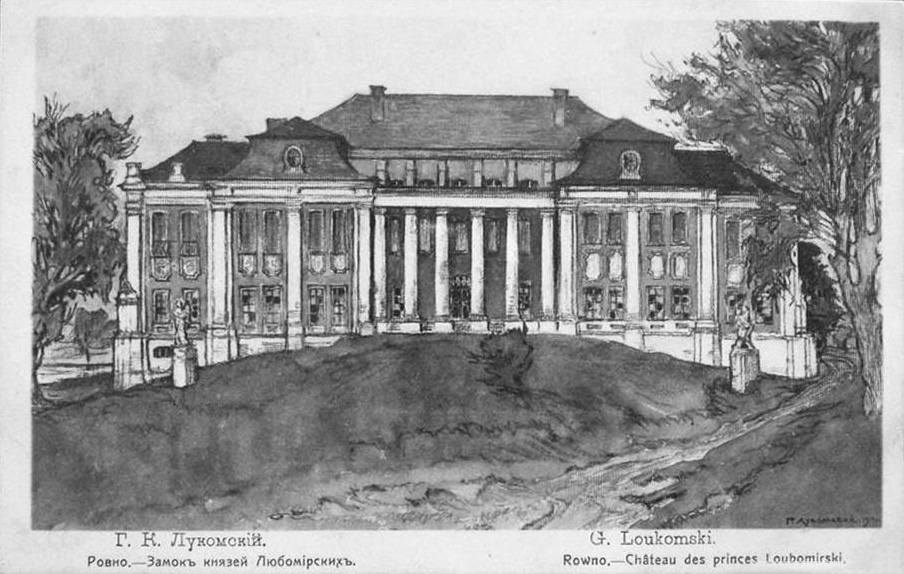
Рисунок Г. К. Лукомского (1884—1952)
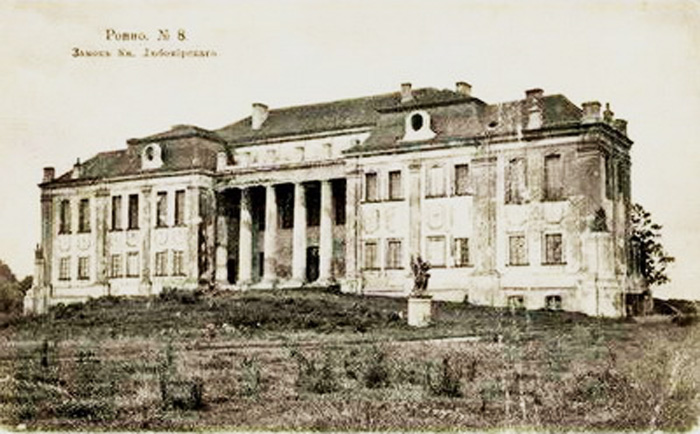
Почтовая открытка Российской империи
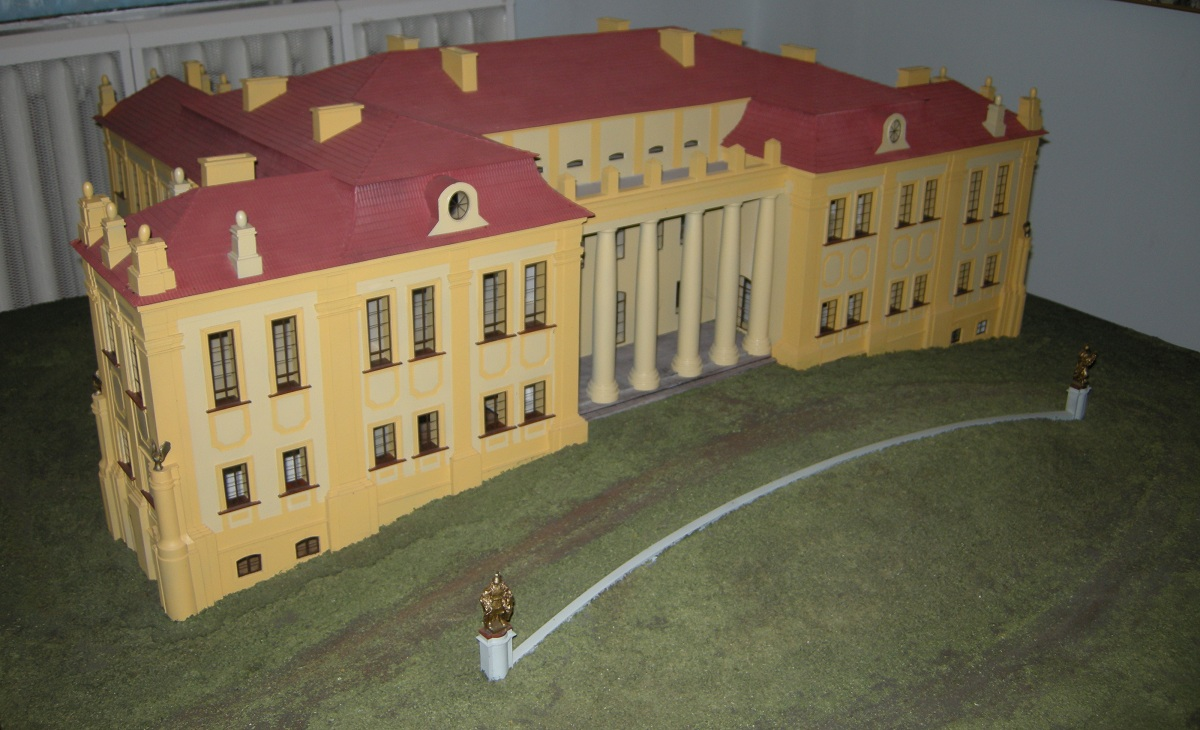
Современная реконструкция

## Экранизации
- «Среди серых камней» — художественный фильм режиссёра Киры Муратовой, снят в 1983 году.